# Peter Post
Peter Post (ur. 12 listopada 1933 w Amsterdamie  – zm. 14 stycznia 2011 tamże) – holenderski kolarz torowy i szosowy, trzykrotny medalista torowych mistrzostw świata.

## Kariera
Pierwszy sukces w karierze Peter Post osiągnął w 1956 roku, kiedy został wicemistrzem kraju w indywidualnym wyścigu na dochodzenie. Sześć lat później wystartował na torowych mistrzostwach świata w Mediolanie, gdzie zdobył brązowy medal w tej samej konkurencji, ulegając jedynie swemu rodakowi Henkowi Nijdamowi i Włochowi Leandro Fagginowi. Najlepszy wynik osiągnął na mistrzostwach świata w Liège w 1963 roku, gdzie był drugi za Fagginem. Ostatni medal wywalczył podczas mistrzostw świata w Antwerpii w 1969 roku, gdzie przegrał tylko z Belgiem Ferdinandem Bracke i Brytyjczykiem Hugh Porterem. Wielokrotnie zdobywał medale torowych mistrzostw kraju oraz stawał na podium zawodów cyklu Six Days. Startował również w wyścigach szosowych, wygrywając między innymi Ronde van Nederland (1960), Deutschland Tour (1962), Dookoła Belgii (1963) i Paryż-Roubaix (1964). Nigdy nie wziął udziału w igrzyskach olimpijskich.